# Ludwig Woltmann
 Ludwig Woltmann (* 18. Februar 1871 in Solingen; † 30. Januar 1907) war ein deutscher Anthropologe, Zoologe und Neukantianer.

## Leben und Werk
Ludwig Woltmann besuchte das Gymnasium in Solingen (heute Gymnasium Schwertstraße) und studierte in Berlin und Freiburg Medizin und Philosophie. An der Universität Freiburg wurde er mit einer Arbeit Über die forensische Bedeutung der hypochondrischen Seelenstörungen zum Doktor der Medizin promoviert. Mit der Studie Kritische und genetische Begründung der Ethik wurde er an der Universität Freiburg zum Doktor der Philosophie promoviert. Er war Augenarzt in Elberfeld, Redner auf dem Parteitag der SPD in Hannover 1899 und Lehrer in Haubinda. Er befasste sich intensiv mit Gobineaus Versuch über die Ungleichheit der Menschenrassen und Chamberlains ebenfalls rassentheoretischen Grundlagen des neunzehnten Jahrhunderts, vor allem in der von ihm begründeten Zeitschrift Politisch-anthropologische Revue (1902–1907) sowie in dem Buch Politische Anthropologie von 1903. Dieses und zwei weitere seiner Bücher wurden 1936 in einer Zusammenfassung von Otto Reche herausgegeben. Er starb beim Baden im Mittelmeer bei Genua durch einen Herzschlag. Nach seinem Bruder Ernst Woltmann (1868–1932) wurde in Solingen eine Straße benannt.

## Veröffentlichungen
- System des moralischen Bewußtseins, mit besonderer Darlegung der Verhältnisses der kritischen Philosophie zu Darwinismus und Socialismus, 1898
- Die Darwinsche Theorie und der Sozialismus. Ein Beitrag zur Naturgeschichte der menschlichen Gesellschaft, 1899
- Der historische Materialismus. Darstellung und Kritik der marxistischen Weltanschauung, 1900
- Pilgerfahrt. Skizzen aus Palästina, 1900
- Die Stellung der Sozialdemokratie zur Religion, 1901
- Politische Anthropologie. Eine Untersuchung über den Einfluß der Descendenztheorie auf die Lehre von der politischen Entwicklung der Völker, 1903
- Sind die Goten in Italien untergangen?, 1903
- Rassenpsychologie und Culturgeschichte, 1904
- Der physische Typus Immanuel Kants, 1904
- Ein Lehrbuch der Anthropologie. Politisch-Anthrop. Rev., Leipzig, 1905, 4, 8–16.
- Die Germanen und die Renaissance in Italien, 1905
- Arier - Germanen - Rassenpsychologie. Politisch-Anthrop. Rev., Leipzig, 1905, 4, 379–388.
- Marxismus und Rassentheorie Politisch-Anthrop. Rev., Leipzig, 1905, 4, 268–280.
- Die Rassen- und Klassentheorie in der Soziologie. Politisch-Anthrop. Rev., Leipzig, 1905, 4, 417–424.
- Neueste Literatur zur Rassentheorie Politisch-Anthrop. Rev., Leipzig, 1905, 4, 484–502
- Anhänger und Gegner der Rassetheorie. Politisch-Anthrop. Rev., Leipzig, 1906, 5, 257–268.
- Die Bedeutung des Milieus für die Rassenentfaltung. Politisch-Anthrop. Rev., Leipzig, 1906, 4, 537–543
- Zur Germanenfrage in der italienischen-Renaissance, 1906
- Die Germanen in Spanien, 1906
- Die Germanen in Frankreich. Eine Untersuchung über den Einfluß der germanischen Rasse auf die Geschichte und Kultur Frankreichs, 1907
- Bemerkungen zur Rassetheorie. Politisch-Anthrop. Rev., Leipzig, 1907, 5, 673–682.
- Germanische Rasse und romanische Kultur. Politisch-Anthrop. Rev., Leipzig, 1907, 5, 545–552.
- Klemm und Gobineau, 1908
- Jugendgedichte, 1924